# Curry
Cet article concerne le mélange d'épices. Pour le plat, voir Curry (plat). Pour les autres homonymes, voir Curry (homonymie).
 (mars 2020).
Pour les articles homonymes, voir Cari.

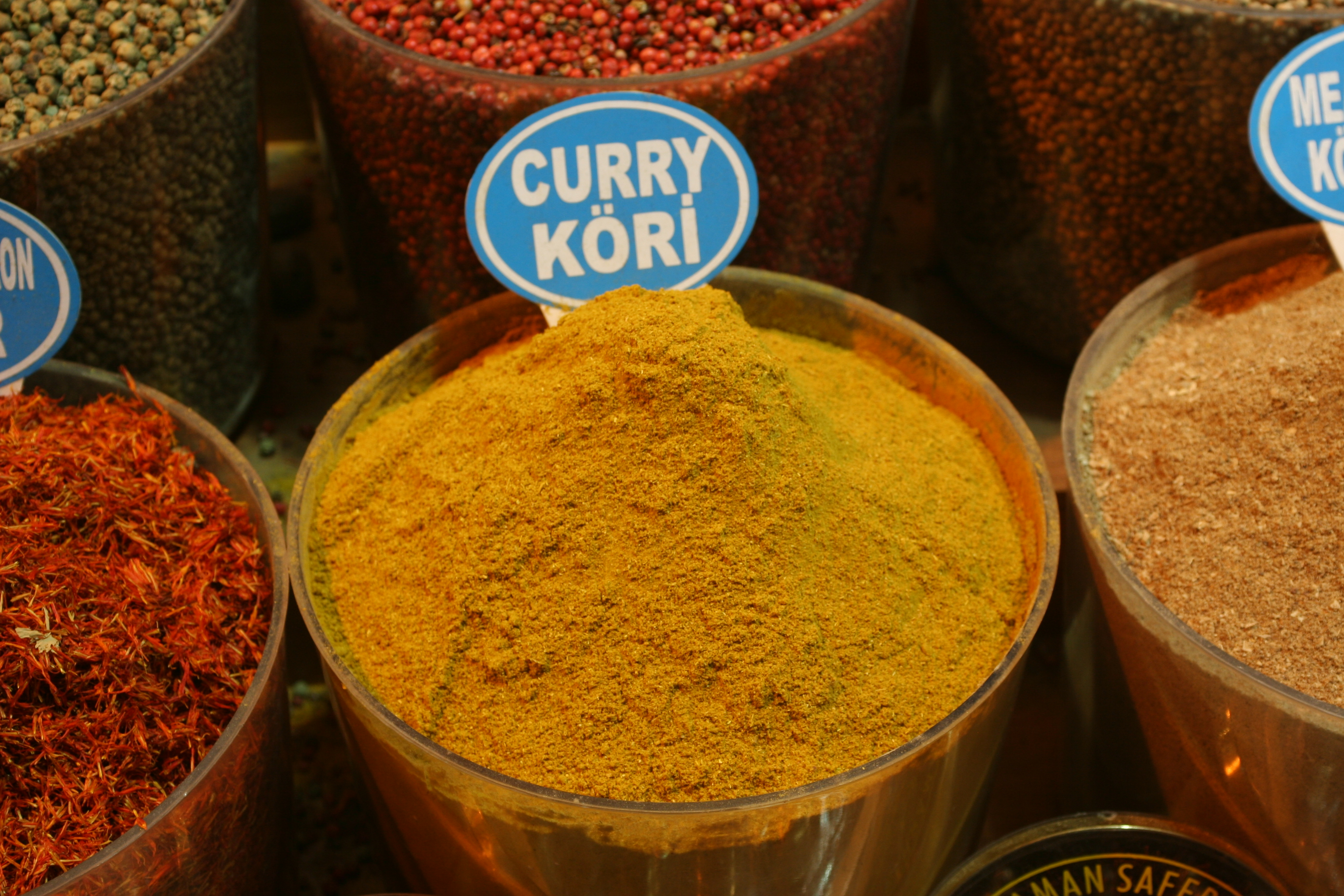
Poudre de curry dans un marché.

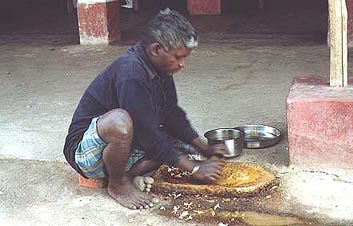
Préparation du curry (Inde, 2000).

Curry (ou cari) est un terme générique désignant une grande variété de préparations épicées. On trouve ces préparations principalement dans les cuisines de l'Asie du Sud et du Sud-Est, ainsi que dans celles influencées par celles-ci (cuisine mauricienne, caribéenne ou réunionnaise par exemple). Dans la culture populaire, il est néanmoins souvent associé à la cuisine indienne et à la cuisine thaïlandaise.
Selon sa composition, un curry peut être très doux ou bien très pimenté, et il est généralement très parfumé. Il se présente sous forme de poudre et est généralement de couleur jaune ou orange. Des plats obtenus en utilisant ce mélange d'épices portent également le nom de curry.
Le curry ne doit pas être confondu avec la « feuille de curry », un des noms de la feuille de kaloupilé (Murraya koenigii) qui entre dans la composition de certains mélanges.
Selon des textes anciens rédigés vers 1500 av. J.C, les premières traces du curry remonteraient à la civilisation de la vallée de l'Indus, aujourd’hui devenu le Pakistan et le nord-ouest de l’Inde.

## Un mot occidental
L'habitude est prise, dans le monde occidental et dans les cultures créoles, de nommer ce mélange « curry » ou « cari ». Ce nom a été popularisé par les Indiens pour qualifier tous les plats indiens en sauce. Ce mot découle du mot tamoul, kari (கறி), signifiant « sauce  ou ragoût ». En réalité, le terme n'est pas employé en Inde où on utilise différents noms selon les régions, et dont le plus répandu est masala en Inde du Nord, ce qui signifie « mélange ».
La recette de la poudre de curry, telle qu'elle est connue actuellement, date du XVIIIe siècle lorsque ces mélanges étaient préparés par des marchands indiens pour les membres du gouvernement colonial britannique et de l'armée retournant en Grande-Bretagne.

## Ingrédients
La caractéristique des currys est leur combinaison plus ou moins complexe d'épices et d'herbes et surtout, presque systématiquement, du piment en plus ou moins grande quantité.
Les épices varient selon la tradition culturelle nationale ou régionale, la pratique religieuse et dans une certaine mesure, les préférences familiales ; cependant, d'une façon générale, on peut dire que le curry contient, :
- des graines de coriandre ;
- des graines de cumin ;
- des graines de moutarde ;
- du curcuma dont il tient sa couleur jaune-orangée ;
- du piment ;
- du poivre ;
- du cubèbe ;
- de la casse ;
- du fenugrec ;
- de la cardamome verte et/ou brune ;
- des clous de girofle, souvent grillés pour en exalter l'arôme ;
- du gingembre ;
- des graines de fenouil ;
- des feuilles de curry (kaloupilé) ;
- des feuilles de combava ;
- des piments rouges séchés ;
- de l'ail ;
- de l'oignon ;
- du sel ;
- etc.

Les currys en pâtes contiennent du yaourt, du lait de coco, de la purée de légumineuses, du bouillon, etc.

## Types de currys

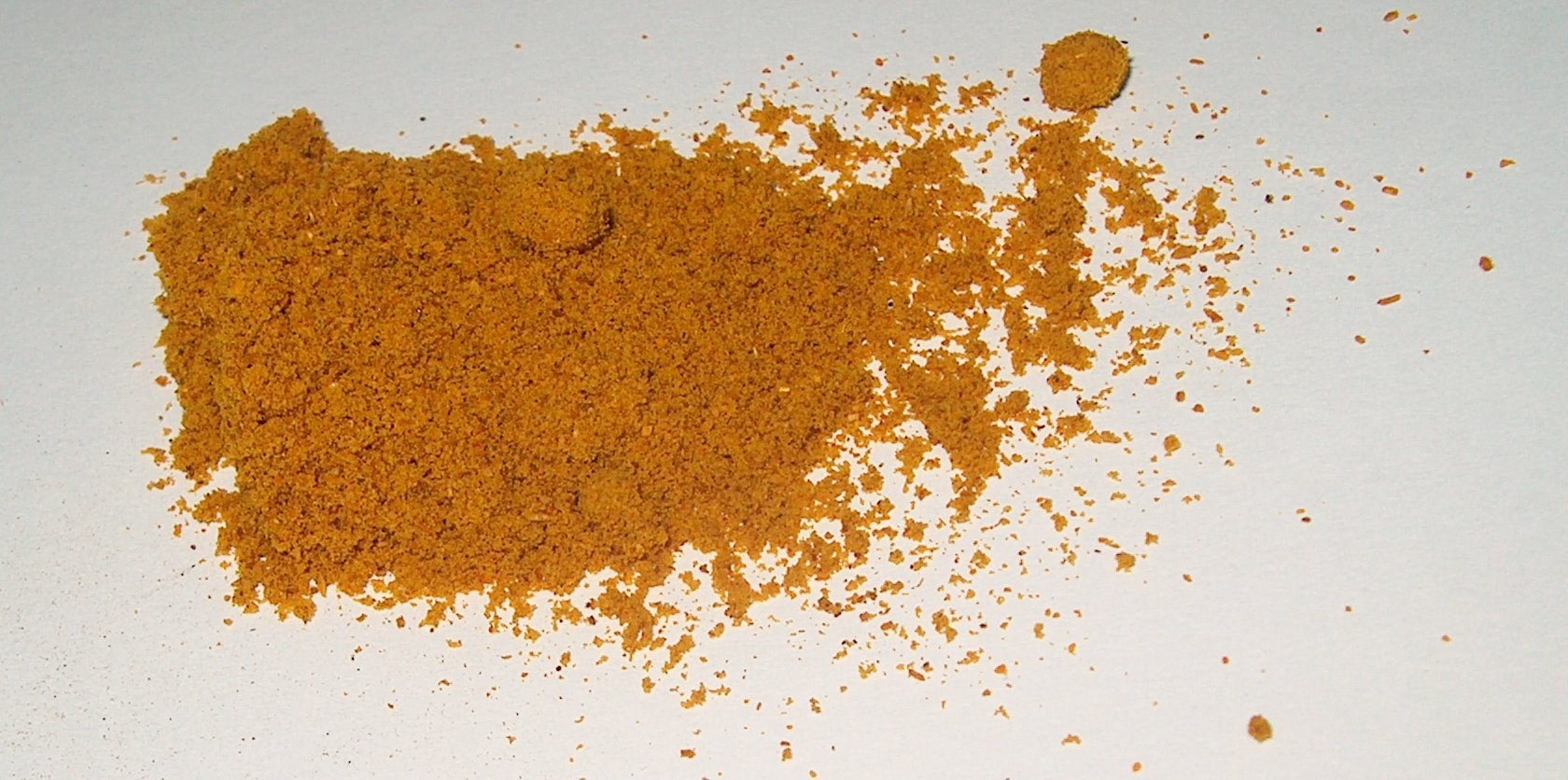
Curry en poudre.

- Advieh (Irak, Iran) :  curcuma, cannelle, cardamome, girofle, pétales de rose séchés, cumin, gingembre, berce de Perse, safran, noix de muscade, poivre noir, macis, coriandre et sésame
- Chili (Cuisine tex-mex) : piment fort, paprika, ail, cumin, origan, girofle, coriandre, carvi, sésame
- Curry Madras (Inde) : piments rouges, curcuma, graines de coriandre, cumin, graines de moutarde, poivre noir, feuilles de kaloupilé, gingembre
- Curry de Bombay (Inde) : curcuma, coriandre, moutarde noire, cumin, piment vert, fenouil, fenugrec, poivre noir, pavot, etc.
- Vadouvan (ou vadavam, vadagam, vadakam, curry français, french cari ; Pondichéry, Inde) : oignon séché, ail séché, moutarde, lentille urid (fève d'Haricot mungo), fenugrec, cumin, fenouil, curcuma, kaloupilé, huile de sésame, huile de coco
- Garam masala (Inde, Pakistan, Bangladesh) : feuilles de kaloupilé, graines de coriandre, noix de muscade grillées, cannelle, cumin, fenugrec, graines de moutarde, clous de girofle, curcuma
- Massala (île Maurice) : cumin, graines de coriandre, gousses de cardamome, poivre noir, clous de girofle, cannelle, fenugrec, moutarde blonde, laurier, noix de muscade
- Massalé (île de La Réunion) : coriandre, cumin, curcuma, origan, fenugrec, gingembre, muscade, piment fort, cardamome, girofle
- Tandoori masala (Inde du Nord, Pakistan, Bangladesh) : cannelle, cumin, curcuma, fenouil, fenugrec, gingembre, moutarde brune, paprika, piment, poivre noir
- Curry balti (nord de l'Inde) : graines de coriandre, cumin, fenugrec, moutarde, ail, gingembre, curcuma, piment de Cayenne, poivre noir, cannelle, muscade
- Curry de Ceylan (Ceylan) : coriandre, cumin, fenugrec, fenouil, poivre, cannelle, cardamome
- Chāt masālā (Afghanistan, Inde du Nord) : cannelle, clous de girofle, graines de cumin, graines de cardamome noire
- Curry des sept mers (Indonésie) : coriandre, cumin, sel de céleri, cannelle, girofle, piment œil d'oiseau
- Curry à la citronnelle (Vietnam) : coriandre (35 %), curcuma (30 %), citronnelle (25 %)
- Curry malaisien (Malaisie) : curcuma, échalote, gingembre, pâte de crevettes, piment, ail, tamarin
- Curry antillais ou colombo : coriandre, curcuma, gingembre, cumin, fenugrec, anis vert, moutarde noire, poivre noir, cannelle
- Curry maghrébin ou ras el-hanout : cardamome, coriandre, noix de muscade, cannelle, poivre, curcuma, clou de girofle, piment
- Curry jaune (Thaïlande) : cumin, coriandre, curcuma, fenugrec, ail, sel, laurier, citronnelle, piment de Cayenne, gingembre, macis, cannelle
- Curry rouge (Thaïlande) : piments rouges, ail, échalote, galanga, pâte de crevettes, sel, zeste de citron kaffir, racines et  graines de coriandre, graines de cumin, poivre, citronnelle
- Curry vert (Thaïlande) : piment vert, échalote, ail, galanga, citronnelle, zeste et feuilles de citron kaffir, racines de coriandre, graines de cumin, poivre blanc, pâte de crevettes
- Kari Gosse (Lorient, France) : gingembre, curcuma, girofle, piment rouge, cannelle, poivre, coriandre, cumin, cardamome et fenugrec
- Kari de Kingston (Jamaïque) : curcuma, coriandre, gingembre, piment habanero, fenugrec, cumin, piment de la Jamaïque, clou de girofle, noix de muscade
- Kari de Port d'Espagne (Trinité-et-Tobago) : curcuma, dahl, coriandre, ail, fenugrec, cumin, mélange de poivres, macis, laurier
- Kari noir du Sri Lanka (Ceylan): carvi, sésame noir, moutarde, ajowan, cardamome, piment, poivre, ail, sel
- Kroeung (Cambodge) : citronnelle, galanga, feuilles de citron kaffir, curcuma, échalote, ail, zestes de combava
- Sept épices (Liban) : piment de la Jamaïque, mahlab, noix de muscade, clous de girofle, cannelle, coriandre, poivre noir
- Shichimi (Japon) : piment rouge, zeste de mandarine, sésame, pavot, chanvre, nori ou aonori, sanshō (山椒?, poivre du Sichuan japonais)
- Tabil (tabel ou tawabel à Blida ; Algérie, Tunisie) : coriandre, carvi, ail séché, oignon séché, piment fort séché, cumin, laurier, girofle, menthe, poudre de roses séchées, curcuma
- Zaatar (Liban) : thym, sésame blanc, sumac, marjolaine, origan, anis